# París-Niça 2005
La París-Niça 2005, 63a edició de la París-Niça, és un cursa ciclista que es va disputar entre el 6 i el 13 de març de 2005, formant part de l'UCI ProTour. La cursa fou guanyada per l'estatunidenc Bobby Julich, de l'equip CSC, amb 10" d'avantatge sobre Alejandro Valverde.

## Equips participants
En aquesta edició de la París-Niça hi prenen part els següents 21 equips:
| Núm.    | Codi | Equip                          |
| ------- | ---- | ------------------------------ |
| 1-8     | LSW  | Liberty Seguros-Würth          |
| 11-18   | GST  | Gerolsteiner                   |
| 21-28   | CSC  | Team CSC                       |
| 31-38   | TMO  | T-Mobile Team                  |
| 41-48   | RAB  | Rabobank ProTeam               |
| 51-58   | DSC  | Discovery Channel              |
| 61-68   | QST  | Quick Step-Innergetic          |
| 71-78   | PHO  | Phonak Hearing Systems         |
| 81-88   | FAS  | Fassa Bortolo                  |
| 91-98   | COF  | Cofidis                        |
| 101-108 | IBA  | Illes Balears-Caisse d'Epargne |

| Núm.    | Codi | Equip                   |
| ------- | ---- | ----------------------- |
| 111-118 | DVL  | Davitamon-Lotto         |
| 121-128 | SDV  | Saunier Duval-Prodir    |
| 131-138 | EUS  | Euskaltel–Euskadi       |
| 141-148 | BTL  | Bouygues Télécom        |
| 151-158 | FDJ  | FDJ                     |
| 161-168 | C.A  | Crédit Agricole         |
| 171-178 | LAM  | Lampre-Caffita          |
| 181-188 | DOM  | Domina Vacanze-De Nardi |
| 191-198 | LIQ  | Liquigas-Bianchi        |
| 201-208 | A2R  | AG2R Prévoyance         |

## Resultats de les etapes
| Etapes   | Data       | Recorregut                                                    | Km       | Vencedor d'etapa   | Líder de la general |
| -------- | ---------- | ------------------------------------------------------------- | -------- | ------------------ | ------------------- |
| Pròleg   | 6 de març  | Issy-les-Moulineaux                                           | 4 km     | Jens Voigt         | Jens Voigt          |
| 1a etapa | 7 de març  | Étampes-Chabris                                               | 186,5 km | Tom Boonen         | Erik Dekker         |
| 2a etapa | 8 de març  | La Châtre-Thiers (etapa escurçada per la neu)                 | 46,5 km  | Tom Boonen         | Tom Boonen          |
| 3a etapa | 9 de març  | Thiers-Craponne-sur-Arzon (etapa escurçada per la neu)        | 118 km   | Vicenç Reynés      | Tom Boonen          |
| 4a etapa | 10 de març | Le Chambon-sur-Lignon-Montélimar (etapa escurçada per la neu) | 105 km   | Fabian Cancellara  | Fabian Cancellara   |
| 5a etapa | 11 de març | Rognes-Toló                                                   | 172,5 km | Gilberto Simoni    | Bobby Julich        |
| 6a etapa | 12 de març | La Crau-Cannes                                                | 184 km   | Joost Posthuma     | Bobby Julich        |
| 7a etapa | 13 de març | Niça-Niça                                                     | 135 km   | Alejandro Valverde | Bobby Julich        |

## Etapes

### Pròleg
06-03-2005. Issy-les-Moulineaux, 4 km. (CRI)
|   | Ciclista          | Equip         | Temps  |
| - | ----------------- | ------------- | ------ |
| 1 | Jens Voigt        | Team CSC      | 5' 15" |
| 2 | Fabian Cancellara | Fassa Bortolo | + 2"   |
| 3 | Erik Dekker       | Rabobank      | + 3"   |

### 1a etapa
07-03-2005. Étampes-Chabris, 186,5 km.
|   | Ciclista           | Equip                 | Temps      |
| - | ------------------ | --------------------- | ---------- |
| 1 | Tom Boonen         | Quick Step-Innergetic | 4h 19' 15" |
| 2 | Luciano Pagliarini | Liquigas-Bianchi      | m. t.      |
| 3 | Jaan Kirsipuu      | Crédit Agricole       | m. t.      |

### 2a etapa
08-03-2005. La Châtre-Thiers, 46,5 km.
|   | Ciclista          | Equip                 | Temps   |
| - | ----------------- | --------------------- | ------- |
| 1 | Tom Boonen        | Quick Step-Innergetic | 53' 31" |
| 2 | Kurt Asle Arvesen | Team CSC              | m. t.   |
| 3 | Iaroslav Popòvitx | Discovery Channel     | m. t.   |

### 3a etapa
09-03-2005. Thiers-Craponne-sur-Arzon, 117,5 km.
|   | Ciclista       | Equip                          | Temps      |
| - | -------------- | ------------------------------ | ---------- |
| 1 | Vicenç Reynés  | Illes Balears-Caisse d'Epargne | 2h 41' 51" |
| 2 | Guido Trenti   | Quick Step-Innergetic          | m. t.      |
| 3 | Fred Rodriguez | Davitamon-Lotto                | m. t.      |

### 4a etapa
10-03-2005. Saint-Péray-Montélimar, 101 km.
|   | Ciclista           | Equip           | Temps      |
| - | ------------------ | --------------- | ---------- |
| 1 | Fabian Cancellara  | Fassa Bortolo   | 2h 11' 03" |
| 2 | Jaan Kirsipuu      | Crédit Agricole | m. t.      |
| 3 | Joan Antoni Flecha | Fassa Bortolo   | + 2"       |

### 5a etapa
11-03-2005. Rognes-Mont Faron, 172,5 km.
|   | Ciclista        | Equip           | Temps      |
| - | --------------- | --------------- | ---------- |
| 1 | Gilberto Simoni | Lampre-Caffita  | 4h 07' 27" |
| 2 | Cadel Evans     | Davitamon-Lotto | + 19"      |
| 3 | David Moncoutié | Cofidis         | m. t.      |

### 6a etapa
12-03-2005. La Crau-Canes, 184 km.
|   | Ciclista       | Equip                   | Temps      |
| - | -------------- | ----------------------- | ---------- |
| 1 | Joost Posthuma | Rabobank                | 4h 21' 24" |
| 2 | Jörg Ludewig   | Domina Vacanze-De Nardi | + 1' 11"   |
| 3 | Aaron Kemps    | Liberty Seguros-Würth   | + 1' 43"   |

### 7a etapa
13-03-2005. Niça-Niça, 135 km.
|   | Ciclista           | Equip                          | Temps      |
| - | ------------------ | ------------------------------ | ---------- |
| 1 | Alejandro Valverde | Illes Balears-Caisse d'Epargne | 3h 28' 29" |
| 2 | Franco Pellizotti  | Liquigas-Bianchi               | m. t.      |
| 3 | Kim Kirchen        | Fassa Bortolo                  | m. t.      |

## Classificacions finals

### Classificació general
|    | Ciclista                   | Equip                          | Temps       |
| -- | -------------------------- | ------------------------------ | ----------- |
| 1  | Bobby Julich               | Team CSC                       | 22h 32' 13" |
| 2  | Alejandro Valverde         | Illes Balears-Caisse d'Epargne | + 10"       |
| 3  | Constantino Zaballa        | Saunier Duval-Prodir           | + 19"       |
| 4  | Jens Voigt                 | Team CSC                       | + 44"       |
| 5  | Jörg Jaksche               | Liberty Seguros-Würth          | + 45"       |
| 6  | Franco Pellizotti          | Liquigas-Bianchi               | + 49"       |
| 7  | Fränk Schleck              | Team CSC                       | + 58"       |
| 8  | Cadel Evans                | Davitamon-Lotto                | m. t.       |
| 9  | José Ángel Gómez Marchante | Saunier Duval-Prodir           | + 1' 20"    |
| 10 | Davide Rebellin            | Gerolsteiner                   | + 1' 21"    |

### Classificació de la muntanya
|   | Ciclista        | Equip                   | Punts    |
| - | --------------- | ----------------------- | -------- |
| 1 | David Moncoutié | Cofidis                 | 58 punts |
| 2 | Jörg Ludewig    | Domina Vacanze-De Nardi | 28 punts |
| 3 | Óscar Pereiro   | Phonak Hearing Systems  | 19 punts |

### Classificació de la regularitat
|   | Ciclista           | Equip                          | Punts    |
| - | ------------------ | ------------------------------ | -------- |
| 1 | Jens Voigt         | Team CSC                       | 94 punts |
| 2 | Erik Dekker        | Rabobank                       | 70 punts |
| 3 | Alejandro Valverde | Illes Balears-Caisse d'Epargne | 68 punts |

### Classificació del millor jove
|   | Ciclista                   | Equip                          | Temps       |
| - | -------------------------- | ------------------------------ | ----------- |
| 1 | Alejandro Valverde         | Illes Balears-Caisse d'Epargne | 22h 32' 23" |
| 2 | Fränk Schleck              | Team CSC                       | + 48"       |
| 3 | José Ángel Gómez Marchante | Saunier Duval-Prodir           | + 1' 10"    |

### Classificació per equips
|   | Equip                 | País      | Temps       |
| - | --------------------- | --------- | ----------- |
| 1 | Team CSC              | Dinamarca | 67h 38' 08" |
| 2 | Saunier Duval-Prodir  | Espanya   | + 17"       |
| 3 | Liberty Seguros-Würth | Espanya   | + 1' 50"    |

## Evolució de les classificacions
| Etapa (Vencedor)              | Classificaió general | Classificació de la muntanya | Classificació per punts | Classificació del millor jove | Classificació per equips |
| ----------------------------- | -------------------- | ---------------------------- | ----------------------- | ----------------------------- | ------------------------ |
| 0Pròleg (CRI) (Jens Voigt)    | Jens Voigt           | -                            | Jens Voigt              | Fabian Cancellara             | Team CSC                 |
| 0Etapa 1 (Tom Boonen)         | Erik Dekker          | Jimmy Casper                 | Erik Dekker             | Fabian Cancellara             | Team CSC                 |
| 0Etapa 2 (Tom Boonen)         | Tom Boonen           | Kim Kirchen                  | Erik Dekker             | Tom Boonen                    | Team CSC                 |
| 0Etapa 3 (Vicenç Reynés)      | Tom Boonen           | David Moncoutié              | Tom Boonen              | Tom Boonen                    | Team CSC                 |
| 0Etapa 4 (Fabian Cancellara)  | Fabian Cancellara    | David Moncoutié              | Tom Boonen              | Fabian Cancellara             | Fassa Bortolo            |
| 0Etapa 5 (Gilberto Simoni)    | Bobby Julich         | David Moncoutié              | Tom Boonen              | Alejandro Valverde            | Team CSC                 |
| 0Etapa 6 (Joost Posthuma)     | Bobby Julich         | David Moncoutié              | Tom Boonen              | Alejandro Valverde            | Team CSC                 |
| 0Etapa 7 (Alejandro Valverde) | Bobby Julich         | David Moncoutié              | Jens Voigt              | Alejandro Valverde            | Team CSC                 |